# MU Online
MU Online is een van de oudste en langst bestaande zogeheten Massively Multiplayer Online Role Playing Games (MMORPG). Het rollenspel kwam online toen een Koreaanse student een project hiervan moest maken. Later is het spel erg uitgebreid geworden. Er zijn veel verbeteringen gemaakt met betrekking tot de graphics, het geluid etc.
Het spel is driedimensionaal, heeft geluid, en grootse effecten. Hierdoor is het niet voor iedereen goed speelbaar. Het spel vereist een betrekkelijk moderne computer. Het spel heeft op dit moment zo'n 30 servers online. De servers zijn gevestigd over de hele wereld, zoals in Duitsland, de Verenigde Staten en Brazilië. De servers worden verdeeld in PvP-servers (elkaar aanvallen is mogelijk), non-PvP-servers (elkaar aanvallen is onmogelijk) en PvP-enforced servers (het aanvallen van een andere speler wordt beloond met experience points).

## Doel van het spel
Het doel van het spel is dat van een gangbaar rollenspel: het trainen van een personage, het beter maken, en zo sterker laten worden om verder te komen in het spel en meer avonturen tegemoet te komen. Het spel bestaat uit een grote wereld, met ongeveer tien steden. De rest van de wereld is wildernis en zit vol met geheimen, verrassingen, en monsters. Ook zijn er missies (quests), waarbij een opdracht moet worden vervuld door het oplossen van raadsels, verslaan van monsters en vinden van geheime plaatsen.

## Private servers
Private servers zijn servers van derden waar men gratis kan spelen. Er zijn twee bronnen van private servers: bewerkingen op de versie die van WebZens servers is gedownload door een aantal Koreaanse hackers en de emulator versie die de eigenaren van FrienzMu beweren gemaakt te hebben. De gehackte versie is in de loop der tijd uitgebreid met diverse functies die Mu Global ook kreeg, zoals extra werelden, karakters, etc. Er zijn diverse fora waarop veel meer informatie hierover te vinden is, waarvan RaGEZONE met honderdduizenden leden het grootste is. Versies variëren van de origineel gehackte 0.97 tot de zeer uitgebreide 1.04H, met een grote diversiteit aan versies en varianten ertussen. Doordat het spel simpel volledig in te richten is naar de wensen van de serveradmin zijn haast geen twee private servers gelijk.
Tot op deze dag zijn er al veel private servers opgezet.
Het verschil is meestal groot qua experience en drop rate, dit wil zeggen dat als de speler bijvoorbeeld een monster afmaakt dat er bijvoorbeeld 5000 keer meer punten worden gegeven. Het nieuwe systeem werkt nu als volgt: de speler heeft een skilltree en daarmee kan deze zijn vaardigheden verbeteren zoals verdediging en aanval.
Private servers zijn alleen illegaal als het een winstoogmerk betreft. Er zijn rechtszaken naar buiten gebracht waarin de eigenaar van een private server vrijgesproken werd, omdat hij de server draaide zonder financiële bijbedoelingen.